# 216345 Savigliano
216345 Savigliano è un asteroide della fascia principale. Scoperto nel 2007, presenta un'orbita caratterizzata da un semiasse maggiore pari a 2,6176160 UA e da un'eccentricità di 0,0847123, inclinata di 4,08541° rispetto all'eclittica.
L'asteroide è dedicato all'omonima località italiana.